# Teoria da modernização
A teoria da modernização é usada para explicar o processo de modernização nas diferentes sociedades. Modernização refere-se ao percurso de uma sociedade que ela começa no estágio pré-moderno ou tradicional e se desenvolve para o moderno. A teoria da modernização tem origem nas proposições de Max Weber e serviram para o paradigma da modernização desenvolvido por Talcott Parsons. Essa teoria analisa os fatores internos de cada país que são capazes de modernizá-lo. Ela também aponta que com a correta assistência, os países tradicionais podem desenvolver-se da mesma maneira que os demais países nessa mesma fase. A teoria da modernização foi um paradigma dominante nas ciências sociais nas décadas de 1950 e 1960, quando perdeu sua validade. Ela teve uma nova onda de estudiosos depois de 1991, mas permanece sendo um modelo de análise controverso.
A teoria da modernização sugere que as sociedades tradicionais se desenvolverão à medida que adotarem práticas modernas. Os defensores da teoria da modernização afirmam que os Estados modernos são mais ricos e poderosos e que seus cidadãos são mais livres para desfrutar de um padrão de vida elevado. A modernização é vista como necessária ou, pelo menos, preferível ao status quo. De acordo com essa teoria, as crenças religiosas tradicionais e os traços culturais geralmente tornam-se menos importantes à medida que a modernização avança.

## Origens
A discussão sobre os requisitos para o correto funcionamento das instituições democráticas são anteriores ao século XX. Encontramo-la em filósofos como Alexis de Tocqueville e Aristóteles, por exemplo. Contudo, a teoria da modernização teve origem nas ideias do sociólogo alemão Max Weber sobre o papel da racionalidade e da irracionalidade na transição da sociedade tradicional para a moderna. A abordagem de Weber forneceu a base para o paradigma da modernização popularizado pelo sociólogo Talcott Parsons, que traduziu as obras de Weber para o inglês na década de 1930 e forneceu sua própria interpretação dela. 
Depois de 1945, a versão parsoniana tornou-se amplamente usada na sociologia e em outras ciências sociais. No final dos anos 1960, ela foi fortemente criticada por ser muito geral e não se adaptar a todas as sociedades da mesma maneira.
Porém, foi Seymour Martin Lipset, em seu artigo "Some Social Requisites of Democracy: Economic Development and Political Development" (1959), que colocou em relação complementar e direta desenvolvimento econômico e nível de democracia. Nesse sentido, “aspectos do desenvolvimento econômico, tais como urbanização, industrialização, riqueza e educação relacionam-se, em alguma medida, com a democracia”. Existiria uma relação causal entre eles na medida em que quanto mais urbanizado e industrializado, por exemplo, for um país mais rápido ele se tornará democrático.

## Descrédito
A teoria da modernização foi fortemente contestada no contexto da Guerra Fria, onde uma interpretação sobre essa teoria surgiu nos Estados Unidos. Ela pregava que o subdesenvolvimento era um traço cultural e psicológico de alguns países e que os países ricos poderiam reverter esse cenário por meio da introdução de valores modernos nesses espaços. Assim, através da assistência nos níveis cultural, econômico e militar, os países democráticos levariam progresso e prosperidade para esses locais. Como nada disso aconteceu, a teoria da modernização acabou sendo fragilizada e perdeu credibilidade entre os cientistas políticos.

## Revitalização
Desde a década de 1990, diversos estudiosos reforçam que, apesar de necessitar de revisão em seus métodos, a teoria da modernização é, em seu núcleo central, verdadeira. Ou seja, existe, de fato, uma relação intrínseca entre fatores econômicos e a vitalidade da democracia. Nesse sentido, o PIB per capita seria o melhor indicador para o nível democrático do país em questão. Porém, a teoria da modernização ainda possui muitos críticos, que apontam, entre outras coisas, que o aumento do PIB não teria relação direta com a democracia, mas da estabilidade das “instituições formais de regulação da distribuição de poder político”. Isso explica porque há uma tendência em países com nível intermediário de democracia, quando elevam o PIB per capita, a ter maior probabilidade de regressão dos níveis democráticos. O caso da América Latina vem sustentando essa visão.

## Críticas
A partir da década de 1970, a teoria da modernização foi criticada por vários estudiosos, incluindo Andre Gunder Frank  e Immanuel Wallerstein.
Outro tipo de crítica aponta que, de forma geral, os estudos baseados na teoria da modernização analisam de forma binária se um país é ou não democrático através de indicadores, não levando em consideração os diversos níveis de democracia que podem existir entre esses dois polos. Para se ter um estudo mais acurado e próximo da realidade, contudo, seria importante levar esse aspecto em consideração, assim como trabalhar em um largo espaço temporal, pois as instituições tendem a demorar para mudar. Assim também é necessário perceber que cada região possui suas particularidades e padrões causais, sendo pouco profícuo a utilização de parâmetros globais.
A teoria da modernização também foi acusada de ser eurocêntrica, uma vez que a modernização começou na Europa, com a Revolução Industrial, a Revolução Francesa e as Revoluções de 1848.
A teoria da modernização também vem sendo crítica por estudiosos ligados à a teoria das múltiplas modernidades, que afirmam haver mais de uma modernidade e que a teoria da modernização promove a valorização de uma modernidade única.